# 石崎殼灰介
石崎殼灰介（学名：Coquimba ishizakii）为半花介科殼灰介屬下的一个种。